# Mistrovství světa ve veslování 1989

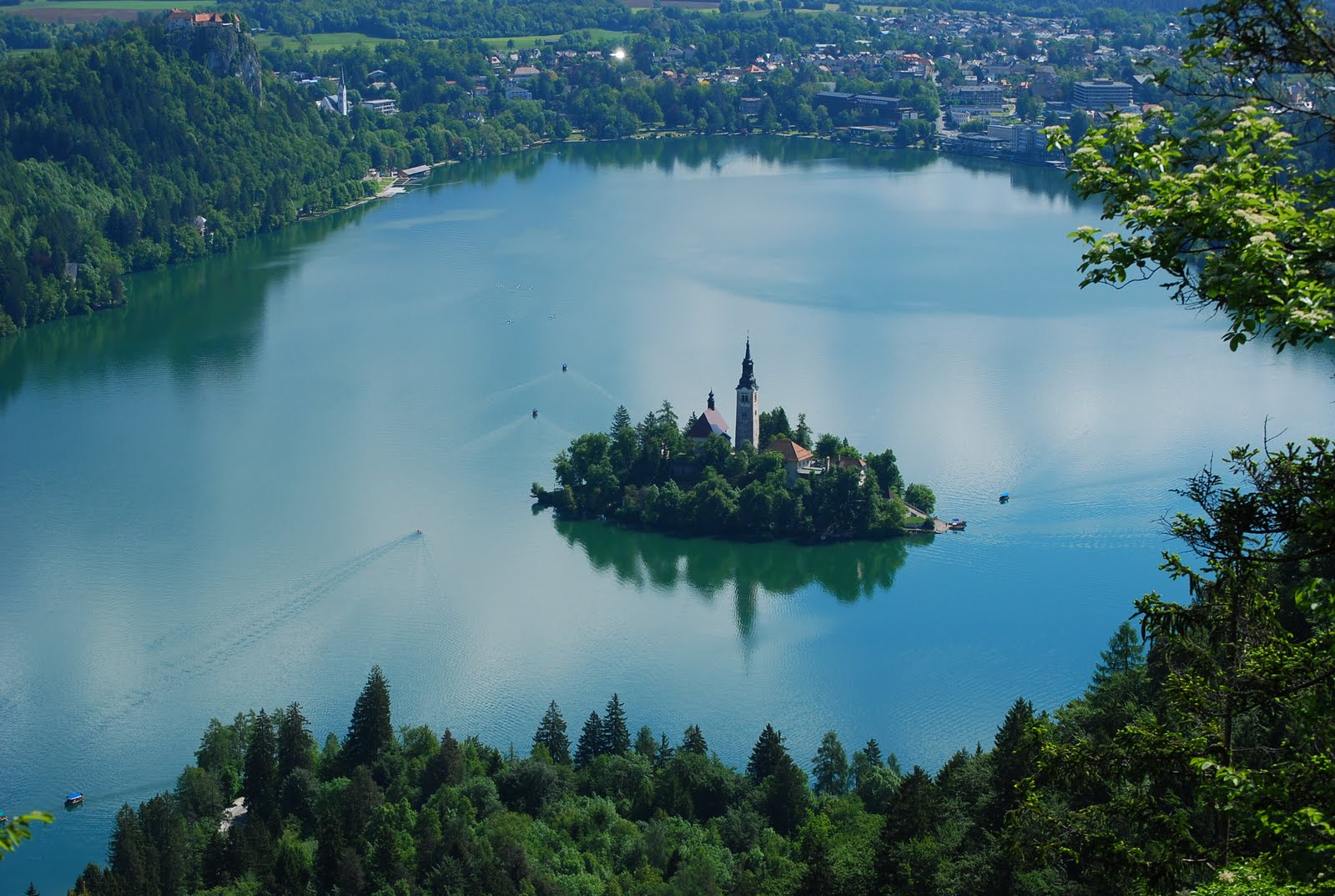
Bledské jezero, dějiště šampionátu – vlevo nahoře je loděnice

Mistrovství světa ve veslování 1989 byl v pořadí 18. šampionát konaný konaný mezi 2. a 10. zářím 1989 na Bledském jezeře ve slovinském Bledu.
Každoroční veslařská regata trvající jeden týden je organizována Mezinárodní veslařskou federací (International Rowing Federation; FISA) obvykle na konci léta severní polokoule. V neolympijských letech představuje mistrovství světa vyvrcholení mezinárodního veslařského kalendáře a v roce, jenž předchází olympijským hrám, představuje jejich hlavní kvalifikační událost. V olympijských letech pak program mistrovství zahrnuje pouze neolympijské disciplíny.

## Medailové pořadí
| Pořadí | Země               | Zlato | Stříbro | Bronz | Celkem |
| ------ | ------------------ | ----- | ------- | ----- | ------ |
| 1      | Východní Německo   | 7     | 2       | 0     | 9      |
| 2      | Rumunsko           | 3     | 3       | 1     | 7      |
| 3      | Západní Německo    | 3     | 1       | 5     | 9      |
| 4      | Itálie             | 2     | 2       | 0     | 4      |
| 5      | Nizozemsko         | 2     | 1       | 1     | 4      |
| 6      | USA                | 2     | 1       | 0     | 3      |
| 7      | Čína               | 1     | 1       | 1     | 3      |
| 8      | Rakousko           | 1     | 0       | 2     | 3      |
| 9      | Norsko             | 1     | 0       | 0     | 1      |
| 10     | Spojené království | 0     | 2       | 3     | 5      |
| 11     | Československo     | 0     | 2       | 1     | 3      |
| 12     | Belgie             | 0     | 2       | 0     | 2      |
| 13     | Nový Zéland        | 0     | 1       | 1     | 2      |
| 13     | Sovětský svaz      | 0     | 1       | 1     | 2      |
| 15     | Španělsko          | 0     | 1       | 0     | 1      |
| 15     | Dánsko             | 0     | 1       | 0     | 1      |
| 15     | Švýcarsko          | 0     | 1       | 0     | 1      |
| 18     | Bulharsko          | 0     | 0       | 2     | 2      |
| 19     | Francie            | 0     | 0       | 1     | 1      |
| 19     | Maďarsko           | 0     | 0       | 1     | 1      |
| 19     | Švédsko            | 0     | 0       | 1     | 1      |
| 19     | Jugoslávie         | 0     | 0       | 1     | 1      |
| Celkem | Celkem             | 22    | 22      | 22    | 66     |

## Přehled medailí

### Mužské disciplíny
| Disciplína                      | Zlato | Čas     | Stříbro | Čas     | Bronz | Čas     |
| Skif M1x                        | Východní Německo Thomas Lange | 6:58,14 | Československo Václav Chalupa | 7:01,05 | Sovětský svaz Jüri Jaanson | 7:01,31 |
| Dvojskif M2x                    | Norsko Rolf Thorsen Lars Bjønness | 6:23,40 | Nizozemsko Ronald Florijn Nico Rienks | 6:24,68 | Rakousko Christoph Zerbst Arnold Jonke | 6:25,80 |
| Párová čtyřka M4x               | Nizozemsko Hans Kelderman Koos Maasdijk Herman van den Eerenbeemt Ruger Arisz                                                                              | 6:03,99 | Itálie Gianluca Farina Filippo Soffici Davide Tizzano Giovanni Calabrese                                                                             | 6:04,26 | Švédsko Per-Olof Claeson David Svensson Tommy Oesterlund Fredrik Hulten                                                                                  | 6:05,66 |
| Dvojka s kormidelníkem M2+      | Itálie Carmine Abbagnale Giuseppe Abbagnale Giuseppe Di Capua (k)                                                                                          | 6:54,81 | Rumunsko Dragos Neagu Ioan Snep Marin Gheorghe (k)                                                                                                   | 6:56,90 | Jugoslávie Milan Janša Robert Krasovec Gorazd Slilvnik (k)                                                                                               | 6:57,97 |
| Dvojka bez kormidelníka M2-     | Východní Německo Thomas Jung Uwe Kellner | 6:39,95 | Spojené království Simon Berrisford Steve Redgrave                                                                                                   | 6:42,84 | Rakousko Karl Sinziger Sr Herman Bauer | 6:43,40 |
| Čtyřka s kormidelníkem M4+      | Rumunsko Vasile Năstase Dimitrie Popescu Valentin Robu Vasile Tomoiagă Marin Gheorghe (k)                                                                  | 6:14,90 | Československo Michal Šubrt Pavel Menšík Dusan Vicik Dušan Macháček Jiří Pták (k)                                                                    | 6:17,37 | Spojené království Steve Turner Matthew Pinsent Gavin Stewart Terence Dillon Thomas Vaughan (k)                                                          | 6:17,57 |
| Čtyřka bez kormidelníka M4-     | Východní Německo Jens Luedecke Thomas Greiner Ralf Brudel Olaf Förster                                                                                     | 6:06,94 | USA Raul Rodriguez Jack Rusher Thomas Bohrer Richard Kennelly                                                                                        | 6:07,92 | Nový Zéland Bill Coventry Ian Wright Alistair MacIntosh Campbell Clayton-Greene                                                                          | 6:08,63 |
| Osma M8+                        | Západní Německo Jörg Puttlitz Norbert Kesslau Martin Steffes-Mies Dirk Balster Frank Dietrich Marc Mauerwerk Ansgar Wessling Roland Baar Manfred Klein (k) | 5:43,88 | Východní Německo Stefan Schulz Mario Gruessel Roland Schröder Thomas Woddow Mario Kliesch Holger Rose Thomas Baensch Hans Sennewald Peter Thiede (k) | 5:45,70 | Spojené království Tim Foster Matthew Brittin Jim Walker Anton Obholzer Jonny Singfield Richard Phelps Jonathan Searle Jonathan Hulls Adrian Ellison (k) | 5:47,01 |
| Skif LV LM1x                    | Nizozemsko Frans Göbel | 7:17,07 | Belgie Wim Van Belleghem | 7:20,03 | Západní Německo Alwin Otten | 7:21,80 |
| Dvojskif LV LM2x                | Rakousko Christoph Schmoelzer Walter Rantasa | 7:03,33 | Španělsko Jose Maria De Marco Perez Fernando Climet Huerta                                                                                           | 7:03,53 | Československo Petr Kovac Tibor Groeppel | 7:04,68 |
| Párová čtyřka LV LM4x           | Západní Německo Peter Uhrig Jan Fischer Bjoern Gehlsen Thomas Melges                                                                                       | 6:04,78 | Švýcarsko Reto Fierz Philipp Ferlber Cirillo Ghielmetti Markus Gier                                                                                  | 6:07,24 | Francie Bruno Boucher Bruno Lebeda Rolland Galliac Thierry Renault                                                                                       | 6:07,50 |
| Čtyřka bez kormidelníka LV LM4- | Západní Německo Klaus Altena Stephan Fahrig Michael Buchheit Bernhard Stomporowski                                                                         | 6:28,70 | Itálie Nerio Gainotti Alfredo Striani Dario Longhin Mauro Torta                                                                                      | 6:32,36 | Spojené království Nicholas Strange Nicholas Howe Rob Williams Stuart Forbes                                                                             | 6:34,35 |
| Osma LV LM8+                    | Itálie Enrico Barbaranelli Roberto Romanini Franco Falossi Danilo Fraquelli Vittorio Torcellan Carlo Gaddi Andrea Re Fabrizio Ravasi Giuseppe Lamberti     | 5:47,95 | Dánsko Bo Vestergaard Sven Blitskov Jens Lindhardt Lars Rasmussen Flemming Meyer Michael Soeresen Vagn Nielsen Niels Henriksen Stephen Masters (k)   | 5:49,38 | Západní Německo Alexander Trautmann Felix Prinz Detlef Glitsch Ingo Grevenmeyer Udo Hennig Sebastian Franke Thomas Palm Erik Ring Joerg Dederding (k)    | 5:51,15 |

### Ženské disciplíny
| Disciplína                      | Zlato | Čas     | Stříbro | Čas     | Bronz                                                                                               | Čas     |
| Skif W1x                        | Rumunsko Elisabeta Lipă | 7:27,96 | Východní Německo Birgit Peterová | 7:31,47 | Maďarsko Katalin Sarlosová                                                                          | 7:34,15 |
| Dvojskif W2x                    | Východní Německo Jana Sorgersová-Rauová Beate Schrammová | 7:01,71 | Rumunsko Veronica Cochela-Cogeanu Elisabeta Lipă | 7:07,32 | Bulharsko Pavlina Alexandrovová Magdalena Georgievová                                               | 7:11,55 |
| Párová čtyřka W4x               | Východní Německo Kathrin Boronová Sybille Schmidtová Jutta Hampeová Jana Thiemeová                                                                             | 6:16,62 | Sovětský svaz Natalia Kvašová Marija Omeljanovičová Světlana Mazijová Irina Kalimbetová                                                                                    | 6:22,39 | Bulharsko Pavlina Alexandrovová Magdalena Georgievová Galina Jahorovová Krasmira Dobrevová Toševová | 6:23,63 |
| Dvojka bez kormidelnice W2-     | Východní Německo Kathrin Haackerová Judith Zeidlerová | 7:26,97 | Rumunsko Doina Snepová-Balanová Marioara Curelea | 7:30,70 | Západní Německo Stefani Werremeierová Ingeburg Schwerzmannová                                       | 7:31,13 |
| Čtyřka bez kormidelnice W4-     | Východní Německo Christiane Harzendorfová Ina Justhová Annegret Strauchová Ute Wildová                                                                         | 6:45,81 | Čína Mien-jing Cchao Ja-tung Chu Si-žung Liou Šou-jing Čou | 6:48,45 | Rumunsko Adriana Bazonová Mihaela Armăşescu Livia Leonte Veronica Necula                            | 6:50,58 |
| Osma W8+                        | Rumunsko Anisoara Balan-Dobre Marioara Curelea Anca Tanase Georgeta Soare Adriana Chelariu Veronica Necula Livia Leonte Mihaela Armăşescu Ecaterina Oancia (k) | 6:07,92 | Západní Německo Liane Justhová Ute Wildová Ina Grapenthinová Anette Hohnová Anja Klugeová Katrin Schröderová Ramona Balthasarová Martina Waltherová Daniela Neunastová (k) | 6:08,19 | Čína ???                                                                                            | 6:11,84 |
| Skif LV LW1x                    | USA Kristine Karlsonová | 8:01,12 | Belgie Rita Defauwová | 8:03,14 | Nizozemsko Laurien Vermulstová                                                                      | 8:04,78 |
| Dvojskif LV LW2x                | USA Carey Sandsová-Mardenová Kristine Karlsonová | 7:11,04 | Nový Zéland Phillipa Bakerová-Hoganová Linda De Jongová | 7:13,70 | Západní Německo Christiane Weberová Alrun Urbachová                                                 | 7:14,94 |
| Čtyřka bez kormidelnice LV LW4- | Čína San-mej Liang Mej-lan Ceng Chua-ťie Čang Č'-aj Lin | 7:01,70 | Spojené království Sue Key Rachel Hirstová Joanna Tochová Katharine Brownlowová                                                                                            | 7:04,88 | Západní Německo Karin Zobeleyová Cornelia Cichyová Ute Zobeleyová Claudia Engelsová                 | 7:06,12 |